# Религиозно-традиционна правна система
Семейството на религиозно-традиционното право се класообразува в самостоятелна правна система.
В рамките на това правно семейство са обособени:
1. далекоизточно правно подсемейство;
2. африканско правно подсемейство;
3. мюсюлманско правно подсемейство;
4. индуско правно подсемейство и
5. юдейско правно подсемейство.

## Далекоизточно правно подсемейство
В страните от Далечния изток, и особено в Китай е исторически оформила се специфична правна система, рожба на историята на китайските земи и обичаите. В Далечния изток към понятието за право съществува друго от традиционно утвърдилото се възприятие. Според някои изследователи в Китай донякъде под съмнение е поставена самата ценност на правото, като примат и еманация на справедливостта. Далекоизточната философия и възприятие към света проповядва, че в своето поведение хората трябва да се ръководят не от юридически мотиви, а от стремежа си към хармония и мир. Затова обичайно, съгласителните и помирителни извънсъдебни процедури са за предпочитане пред правото. Законите там не се задължителни като всеобщи правила, а важат само за онези, които доброволно са възприели да ги спазват. Затова, отношението към тези индивиди които се ръководят от законите, а не от приличието и правилата за добро поведение, е презрително, но това е правно-философски въпрос.
В Далечния изток считат, че правото е добро само за варварите. В Япония има кодекси, създадени по европейски модел, но хората рядко се обръщат към тях. Самите съдилища склоняват страните към постигане на спогодби и вместо да прилагат правото се стремят да се отклонят от него.

## Африканско правно подсемейство
Народните правни системи в страните от т.нар. Черна Африка и Мадагаскар са исторически обусловени в колективен дух, и в противоположност на индивидуализма. Основна ценност и при това подсемейство е съхранението на хармонията, а не уважението към правото. Законите, доколкото съществуват като понятие и тук по европейски тертип, са само орнамент за обичайното регулиране на обществените отношения. Мнозинството от населението на тези страни е склонно да се подчинява на традициите, а не на изкуствено създадените правни норми.

## Мюсюлманско правно подсемейство
В мюсюлманските страни визията за правото е като за идеална система, базирана на исляма. Решенията и актовете на държавните органи не са били право, а просто управленски актове, като единственото изключение, исторически обусловило се е, е в т.нар. Рум и османското право.

## Индуско правно подсемейство
В индуското право (в Индия) се прави разграничение между дхарма (учение за справедливостта) и артха (начина за обезпечаване на богатството и властта).

## Юдейско правно подсемейство
Юдейското право не е идентично с правната система на Израел, която е еклектично съчетание между религиозни норми и позитивни светски норми.
Еврейското право е изключително интересно от гледна точка на историческия метод при изучаването на историята на правото, както и в исторически дискурс с оглед на предмета на сравнителното право и сравнителното религиознание.